# 自由、平等、博愛

法国的官方标志之一，其上印有標語“自由、平等、博愛”

自由、平等、博愛（發音：[libɛʁte eɡalite fʁatɛʁnite]），又譯為「自由、平等、友愛」、「自由、平等、兄弟」、「自由、平等、團結」，是法國和海地的國家格言。
此格言首先出現於法國大革命，並在1946年第四共和、1958年第五共和被寫進法國憲法中，現在已成為法國精神的代表。

## 含義

### 自由
1789年法國國民議會通過的《人權和公民權宣言》指出：「自由即所有人皆擁有的，做一切不傷害其他人的自主權。除了保障社會上其他人享受同樣權利外，此天賦的權利不應有任何限制」。「不自由毋寧死」（Vivre libre ou mourir，1775年由美國政治家帕特里克·亨利提出，法國大革命後流行於世，後來成為希臘國家格言）成為共和國的一個重要格言。

### 平等
平等指所有人視為同等，廢棄各人生來和地位的差別，只考慮各人對國家所作出的貢獻。1793年的人權和公民權宣言指出「法律面前，人人平等」。1795年，平等的定義為「於法律面前，無論受法律保護者，或受法律懲罰者，人人皆平等。平等承認生來的差別，和不受遺傳影響的能力。」

### 博愛
1795年的法國憲法中，博愛即己所不欲，勿施予人；己所欲者，常施予人的精神。
法國雜誌精神的哲學編輯保羅·泰寶說：「我們有多麼視自由和平等為權利，也多麼有義務以博愛去尊重他人。故此，這是道德的格言。」也有學者認為Fraternité就其本源來看並沒有博愛的意思，強調的更多是兄弟關系或類兄弟關系的社群價值。

## 歷史

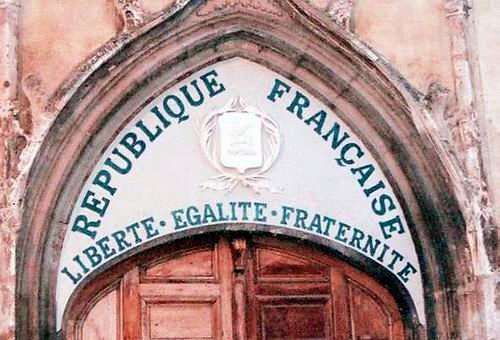
在一些不由罗马天主教会管轄，而由法国政府管轄的教堂上，也刻上了這個格言。

「自由、平等、博愛」是法國大革命的原則及口號。革命爆發時，巴黎鎮長讓-尼古拉·帕什在巴黎的牆上塗上「自由、平等、博愛，或死亡」。首次使用它的政治人物是羅伯斯庇爾，他在1790年的國會會議中的演說中，改編了巴什的標語。
波旁復辟期間，這口號被摒棄。第二共和時期，皮埃尔·勒魯重新提出這口號。直至第三共和時期，它才被定立為官方格言。
第二次世界大戰期間，法國被納粹德國佔領，維琪法國元首貝當把國家口號改寫成「劳动、家庭、祖国」（法語：Travail, famille, patrie），並且在《兩個世界》（Revue des deux Mondes）雜誌上批評「自由、平等、博愛」這口號。
二戰之後，較溫和的「自由、平等、博愛」版本被寫進1946年第四共和和1958年第五共和的法國憲法中，現在已成為法國的國家格言。

## 其他
「自由、平等、博愛」出現在法國的硬幣上。1916年的法國法郎1分硬幣上，一面刻着玛丽安娜，另一面刻着。2002年在法國發行的歐元1元和2元硬幣，一面刻着歐洲地圖，另一面也刻着這句格言。
法国国营的国际新闻电视台法兰西24的新闻结语是借用并转换成「Liberté, Egalité, Actualité」，即自由、平等、真相。
印度憲法也使用了“自由、平等、博愛”這一說法，成為了印度憲政思想的基礎。近年來，隨著南亞內部民族衝突，這三個概念受到了更多質疑和反思。印度思想家梅塔提出：“做什麼的自由？什麼方面的平等？誰與誰之間的博愛？”他認為“博愛的缺失”是印度目前最嚴峻的挑戰。哈佛大學學者李漢松認為，“博愛”概念局限在了狹義的共和主義框架內，因此“Fraternité也拘泥於它的字面含義：兄弟之情，而非它的廣義：博愛……那麼這種“共和主義”便成了排他主義政治的永恆溫床，也是世界變革無望時自我麻痺的止痛劑。”
現今中華民國國旗使用的三個顏色「青、白、紅」也分別象徵「自由」、「平等」與「博愛」。

### 引用
1. ↑  . Embassy of France in the US.   [2014-09-18]. （原始内容存档于2014-10-18）.
2. ↑  ，2007年1月23日。
3. ↑  高鵬程. . 中國: 青海社會科學. 2014: 196–201  [2016-10-30]. （原始内容存档于2016-10-30） （中文）. 從詞根來看，法語中的 Fraternité 的詞根是 frāter，它在拉丁文中是 brother 即「兄弟」的意思。在古英文中，brother 這個詞寫作 brōthor，在古斯堪的納維亞語中作 brōthir，古德文中作 bruoder，希臘語中作 phratē，梵文中作 bhrātar。由此可以判定，Fraternity 起源於 brother 這個詞，它在14世紀初發展成為副詞 brotherly，用來指稱類似兄弟關系的群體關系，最後名詞化為 Fraternity。
4. ↑   Michel Borgetto, La Devise : « Liberté, Egalité, Fraternité », PUF, 1997, p. 32. Le texte est disponible en ligne : Discours sur l'organisation des gardes nationales 的存檔，存档日期2007-10-13. : « XVI. Elles porteront sur leur poitrine ces mots gravés : LE PEUPLE FRANÇAIS, & au-dessous : LIBERTE, EGALITE, FRATERNITE. Les mêmes mots seront inscrits sur leurs drapeaux, qui porteront les trois couleurs de la nation. »
5. ↑  Michel Borgetto, id.
6. ↑  Ozouf, Mona, , Nora, Pierre  (编),  [Places of memory], tome III, Quarto Gallimard: 4353–89, 1997 （法语） (abridged translation, Realms of Memory, Columbia University Press, 1996–98).
7. ↑  貝當元帥對法蘭原西共和國的國家格言「自由、平等、博愛」做出了以下評論:“当我们的年轻人[…]成年后，我们应该对他们说[…]若不在他们必须服从的权威的指导下，他们不能取得真正的自由[…]。我们应该告诉他们平等本身是在等级制度的框架下的[…]最后，我们应该告诉他们除了在自然形成的族群、家庭、城镇、祖国间，不存在真正的博爱”
8. ↑  Maréchal Pétain, Politique sociale de l'avenir (Future Social Policy) , La Revue des Deux Mondes, 15 September 1940
9. ↑  李汉松; 普拉塔普·巴努·梅塔. . m.thepaper.cn. 澎湃.   [2022-01-25]. （原始内容存档于2022-06-16）.
10. ↑  李汉松. . www.thepaper.cn. 澎湃.   [2022-01-25]. （原始内容存档于2022-05-12）.
11. ↑  . 內政部全球資訊網-中文網. 2024-08-28  [2024-11-18]. （原始内容存档于2024-01-24） （中文（臺灣））.

### 网页
- 法國駐美國大使館